# Кулль, Тийу Велловна
Тийу Велловна Кулль (эст. Tiiu Kull, род. 26 августа 1958 года, Таллин) — эстонский ботаник, заведующий кафедрой ботаники Эстонского университета наук о жизни. 

## Биография
Училась в 27-й Таллинской начальной школе и 7-й средней школе. Окончила в 1981 году Тартуский университет, факультет биологии и географии, кафедру биологии. Специализируется на ботанике. Профессор Эстонского университета естественных наук. Специализируется на изучении динамики популяции растений, опубликовала ряд научных работ и статей об этом. В 1997 году завершила работу «Исследование популяций орхидей Эстонии».

## Некоторые работы
- Kull, Tiiu; Arditti, Joseph; Wong, Sek Man (eds.) 2009. Orchid Biology: Reviews and Perspectives X. Berlin: Springer.
- Kull, Tiiu; Kull, Kalevi (1991). Preliminary results from a study of populations of Cypripedium calceolus in Estonia. In: Wells, T. C.E.; Willems, J. H. (Ed.). Population Ecology of Terrestrial Orchids (69−76). S P B ACADEMIC PUBL.
- Kull, T.; Paaver, T. (1997). Patterns of aspartate aminotransferase variation in relation to population size, founder effect and phytogeographic history in Cypripedium calceolus L. Proceedings of the Estonian Academy of Sciences, 46, 4−11.
- Биология для гимназии. III часть, [Растения, животные] / Тийу Кулль, Калеви Кулль, Урмас Тартес, Март Вийкмаа; редактор Калле Хейн; [перевод с эстонского: Андрей Милютин, Марина Раудар]. — Тарту : Ээсти Лоодусфото, 2001. — 159
- Punning, Jaan-Mati (koost.); Kangur, Mihkel (koost.); Terasmaa, Jaanus (koost.); Kapanen, Galina (koost.); Kull, Tiiu (koost.); Kanal, Arno (koos.); Gromov, Allan (eessõna aut.) (2004). National capacity needs self-assessment for global environmental management in Estonia [Võrguteavik] : final NCSA-Estonia document: GEF project GF/2740-03-4608. 120.
- Ööpik, Merle; Kukk, Toomas; Kull, Kalevi; Kull, Tiiu (2008). The importance of human mediation in species establishment: Analysis of the Alien Flora of Estonia. Boreal Environment Research, 13, 53−67.
- Meltsov, Vivika; Poska, Anneli; Odgaard, Bent Vad; Sammul, Marek; Kull, Tiiu (2011). Palynological richness and pollen sample evenness in relation to local floristic diversity in southern Estonia. Review of Palaeobotany and Palynology, 166, 344−351.
- Heinsoo, Katrin; Melts, Indrek; Kull, Tiiu (2015). Agricultural bioenergy production. In: Lichtfouse, E. (Ed.). Sustainable Agriculture Reviews (77−106). Springer International Publishing. (Sustainable Agriculture Reviews; 18).